# 昭和女子大学の人物一覧

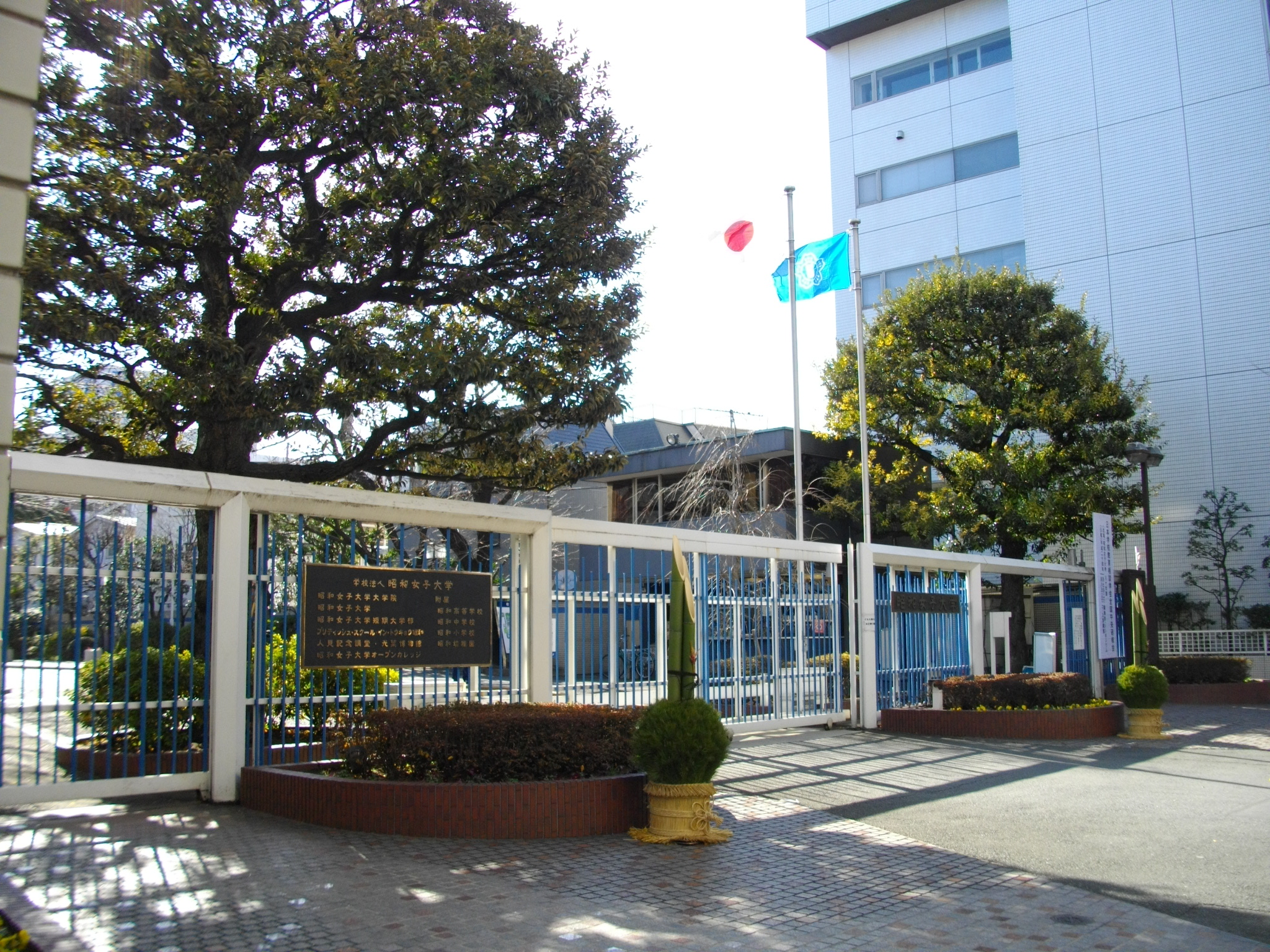
昭和女子大学のキャンパス

昭和女子大学の人物一覧（しょうわじょしだいがくのじんぶついちらん）は、昭和女子大学に関係する人物の一覧記事。

## 創立者
- 人見圓吉

## 歴代の院長・学長・副学長
日本女子高等学院の院長
- 松平俊子（第2代院長）

昭和女子大学の学長・副学長
- 金子健二（初代学長） - 英文学者
- 河鰭實英（第3代学長） - 日本服飾史学者
- 人見楠郎（第5代学長） - 人見圓吉の長男
- 平井聖（第7代学長） - 建築史家・NHK大河ドラマ建築考証
- 坂東眞理子（第8代学長、現 学校法人昭和女子大学理事長・総長） - 国際男女共同参画社会研究
- 川平朝清（元副学長・監事）

## 著名な教職員

### グローバルビジネス学部
- 坂東眞理子（ビジネスデザイン学科教授） - 国際男女共同参画社会研究

## OB・OG
※ 短：昭和女子大学短期大学部の出身者

### 研究者・学者
- 青木和惠（短・看護学者）
- 天野寛子（家政学者）
- 今井美樹（食生活学者・ジェンダー学者）
- 内海佐和子（建築学者）
- 二代目長沼静（長沼静きもの学院学院長）
- 夏苅佐宜（英文学者）
- 平井杏子（英文学者）
- 藤本ますみ（短・秘書学者）
- 吉田俊実（東京工科大学応用生物学部教授）

### 文学
- 雨宮雅子（歌人）
- 有沢佳映（短・児童文学作家）
- 神山由美子（脚本家）
- 馬場あき子（歌人）
- 松原惇子（随筆家）

### 芸術
- ウヨンタナ（歌手）
- 川邊りえこ（書道家）
- 白山眞理（写真評論家）
- 堀川ひとみ（シンガーソングライター）
- 永山祐子（建築家）

### 芸能
- 相沢なほこ（短・タレント、女優）
- 岡本広美（短・女優）
- おかもとまり（短・タレント）
- 小倉唯（声優）
- 尾澤直美（モデル）
- 桂ぽんぽ娘（短・落語家）
- 壇蜜（タレント、女優）
- 長谷川侑紀（モデル）
- 濱田玲（短・モデル）
- 松林うらら（女優・モデル）
- 横山晴奈（モデル）
- 吉田眞知子（ラジオパーソナリティ）

### スポーツ
- 石原奈央子（英語版）（射撃選手）
- 稲田容子（短・射撃選手）
- 川村さおり（短・柔道家）
- 田部井淳子（登山家）
- 小林悦子（クリケット）

### マスコミ
- 荒川れん子（フリーアナウンサー）
- 柿崎元子（フリーアナウンサー）
- 世良洋子（フリーアナウンサー）
- 谷岡恵里子（フリーアナウンサー）
- 中西希（フリーアナウンサー）
- 馬場ももこ（フリーアナウンサー）
- 原田亜弥子（元静岡放送アナウンサー）
- 室田智美（元札幌テレビ放送アナウンサー兼ディレクター）

### その他
- 北嶋佳奈（管理栄養士、フードコーディネーター）
- 都沢和子（短・オウム真理教元幹部）